# Список епізодів телесеріалу «Щоденники вампіра»
У цій статі міститься перелік епізодів серіалу «Щоденники вампіра».
Телеканал The CW показав перший сезон із 22 серій. Пілотна серія вийшла в четвер 10 вересня 2009 року, заключна в четвер 13 травня 2010 року.
16 лютого 2010 року було оголошено про продовження серіалу на 2-й сезон.
Перша серія другого сезону стартує в четвер 9 вересня 2010 року.
3 сезон стартував 15 вересня 2011.
Нижче представлено перелік серій із назвами, короткими описами та рейтингом для кожної.

## Сезони

### Сезон 1: 2009—2010
| Загальний номер епізоду | Номер серії в сезоні | Назва серії                                                | Дата показу в США | Рейтинг (в млн.) і демо 18-49 |
| --- | -------------------- | ---------------------------------------------------------- | ----------------- | ----------------------------- |
| 1 | 1                    | «Пілотний епізод» «Pilot»                                  | 10 вересня 2009   | 4.91, 2.1/7                   |
| Чотири місяці по тому, як трагічна автокатастрофа забрала життя їхніх батьків, 17-річна Елейна Ґілберт і її 15-річний брат Джеремі все ще намагаються зарадити горю, що їх спіткало, і жити далі. Елейна завжди була зіркою школи. Гарна й популярна, вона була залучена до життя друзів і школи, але тепер вона намагається приховати свій смуток від світу. З початком навчального року Елейна та її подруги зачаровані гарним і таємничим студентом, Стефаном Сальваторе. Стефана та Елейну відразу ж тягне один до одного, але вона й гадки не має, що Стефан — вампір, який з усіх сил намагається жити мирно серед людей, у той час, як його брат Деймон є втіленням насильства й жорстокості. Він усе життя присвятив знущанням зі Стефана, з яким у XIX столітті вони не поділили дівчину, в яку обидва були закохані. І тепер двоє братів-вампірів починають війну за любов і душу Олени, а також усіх жителів маленького містечка Містик-Фолс, штат Вірджинія. |                      |                                                            |                   |                               |
| 2 | 2                    | «Ніч комети» «Night of the Comet»                          | 17 вересня 2009   | 3.77, 1.6/5                   |
| Містик Фолс готується до появи комети. Вікі (Кайла Юелл) непритомною перебуває на лікарняному ліжку після нападу. Стефан (Пол Веслі) йде до лікарні й намагається використати свої здібності щоби переконати Вікі забути страшні спогади про напад. Коли з'являється Мет (Зак Роріґ) та перериває Стефана. Джеремі (Стівен Р. Макквін) й далі прогулює школу і бореться зі своїми відчуттями до Вікі. На батьківських зборах, містер Тенер (запрошений актор Бенджамін Айрес) дає знати тітці Дженні (Сара Кеннінг), що вона зазнає невдачу як опікун, особливо, коли це стосується Джеремі. Елейна вирішує піти до будинку Сальваторе й поговорити зі Стефаном, але натомість зустрічає там привабливого Деймона. Деймон розповідає дивні речі зі Стефанового минулого. Елейна збентежена та здивована, побачивши Стефана, невдоволеного тим, що вона прийшла до них у дім. Тим часом до Вікі повертається пам'ять про напад.                                           |                      |                                                            |                   |                               |
| 3 | 3                    | «Укуси в ніч на п'ятницю» «Friday Night Bites»             | 24 вересня 2009   | 3.8, 1.7/5                    |
| Елейна нехтує набридливими попередженнями Бонні про небезпечність Стефана. Тайлер намагається вивести з рівноваги Стефана на грі у футбол, але той без найменших зусиль ловить м'яч - Стефан вражає своїм умінням грати. Містер Теннер неохоче приймає Стефана до футбольної команди. Елейна запрошує Стефана та Бонні на вечерю, сподіваючись, що її друзі знайдуть спільну мову. Вечір несподівано переривається приходом Деймона з Керолайн. Тайлер та Джеремі уникають бійки. Деймон убиває містера Теннера. Його тіло знаходить Мет, факт убивства приголомшує жителів міста. |                      |                                                            |                   |                               |
| 4 | 4                    | «Сімейні узи» «Family Ties»                                | 1 жовтня 2009     | 3.53, 1.6/5                   |
| Елейна просить Стефана супроводити її на щорічну вечірку засновників міста. Вікі змушує Тайлора йти на вечірку разом із нею та звинувачує Тайлора у приховуванні їхніх стосунків од рідних. Зак відкриває цікавий фамільний секрет Стефана. На вечірці Деймон розповідає Олені історію сім'ї Сальваторе. Олена збентежена питаннями на які Стефан відмовляється відповідати. Нарешті Стефан приймає рішення вжити заходів, які примусять Деймона поїхати назавжди. |                      |                                                            |                   |                               |
| 5 | 5                    | «Для мене ти нежить» «You’re Undead to Me»                 | 8 жовтня 2009     | 3.52, 1.7/5                   |
| Стефан має надію, що його план позбавитись Деймона працює. Елейна та Джена довідались про Стосунки Джеремі та Вікі. Стефан вирішує розповісти Елейна про своє минуле. На мийці машини Боні збентежена своїми раніше невідомими їй здібностями, та шукає поради у своєї бабусі. Нарешті Елейна дізнається зворушливу історію про сім'ю Сальваторе від незнайомця. |                      |                                                            |                   |                               |
| 6 | 6                    | «Загублені дівчата» «Lost Girls»                           | 15 жовтня 2009    | 3.88, 1.8/5                   |
| У чіткій послідовності, Стефан розповідає хроніку сім'ї Сальваторе Елейні. Вона вимагає пояснень жахливих осінніх подій. Стефан розповідає причину зародження ворожнечі з Деймоном. 1864 року вони обидва були закохані в Катерину, котра й зробила їх вампірами. Тим часом, Деймон, перебуваючи в пастці в будинку Сальваторе, частує Вікі власною кров'ю, перетворює на вампіра й занадто активно починає контролювати її. Збентежена та налякана вона втікає. Нарешті, шериф Форбс і мер міста Локвуд вживають заходів на захист міста. Логан, один із тих містян, що знають про вампірів, стріляє в Стефана дерев'яною кулею, Деймон рятує його. Вікі випиває кров Логана, чим завершує своє перетворення. Елейна вирішує зберігати таємницю Стефана, але припиняє їхні стосунки. |                      |                                                            |                   |                               |
| 7 | 7                    | «Загнані» «Haunted»                                        | 29 жовтня 2009    | 4.18, 2.0/6                   |
| У Містик Фоллс свято Геловіну. Вампірські інстинкти Вікі посилюються. Стефан намагається вберегти Вікі від згубних учинків, але виявляється неспроможним контролювати її. Деймон прагне повернути амулет, що забрала Боні, його приголомшують здібності дівчини. Боні дізнається більше про історію своєї сім'ї. Мет запрошує Вікі до будинку жахів на святкування Геловіну. Там вона нападає на Елейну й Джеремі, Стефан убиває Вікі. Елейна просить Стефана використати його здібності, щоб знищити спогади Джеремі про те, що сталося. Коли Стефан повідомляє їй, що невпевнений у спроможності це зробити, Деймон пропонує свою допомогу й вилучає з пам'яті Джеремі небажані спогади. |                      |                                                            |                   |                               |
| 8 | 8                    | «162 свічки» «162 Candles»                                 | 5 листопада 2009  | 4.09, 1.9/5                   |
| До Містик Фолс приїздить давня подруга Стефана на ім'я Лексі (Аріель Кеббел, Arielle Kebbel). Елейна не шкодує сил, щоб уберегти Джеремі від Вікі та звільнитись від думок про неї. Елейна тримається подалі від Стефана. Зрештою, імпульсивні дії Вікі як вампіра мають руйнівні наслідки… |                      |                                                            |                   |                               |
| 9 | 9                    | «Історія повторюється» «History Repeating»                 | 12 листопада 2009 | 4.1, 1.9/5                    |
| Стефан дізнається, що є реальною причиною повернення Деймона до Містик Фолс. Таємничий учитель історії, Аларік Зальцман (роль грає запрошена зірка Метт Девіс, "Білявка в законі") дає змогу Джеремі відпочити та відрекомендувати себе Дженні. Боні турбують страхітливі марення про одного з предків. Не зважаючи на зусилля Елейна залагодити ситуацію, Боні та Керолайн й далі сперечаються через медальйон Деймона. Коли дівчата нарешті вирішують, що робити, результат цього рішення є несподіваний для кожної. Мет приходить до Керолайн, коли вона потребує підтримки друзів. Деймон повідомляє Стефанові приголомшливу причину свого повернення до Містик Фолс. |                      |                                                            |                   |                               |
| 10 | 10                   | «Переломний момент» «The Turning Point»                    | 19 листопада 2009 | 3.57, 1.6/5                   |
| У Стефана та Деймона нове протистояння. Після прочитання щоденника, що лишив один із предків Ґілбертів, Джеремі з новими силами прийнявся за своє хобі - ескізи фантастичних створінь, талант, котрий він закинув після смерті батьків. Мет і Керолайн продовжують бути разом, що вельми здивувало їхніх друзів. Коли шериф Форбс розповідає Деймону про ще один напад, той пропонує свою допомогу в пошуку злочинця й відкриває приголомшливу інформацію про сім'ю засновників міста. Аларік вступається за Джеремі під час ніякової сцени між ним, мером Локвудом і Тайлером. Стефан та Елейна переходять на новий рівень взаєморозуміння, але все змінюється, коли Елейна робить страшне відкриття. |                      |                                                            |                   |                               |
| 11 | 11                   | «Родоводи» «Bloodlines»                                    | 21 січня 2010     | 3.68, 1.6/4                   |
| Стефан знаходить приголомшливий ключ до розгадки минулого. Деймон вирушає до Джорджії, де підносить сюрприз давньому предмету обожнювання - Брі - і просить допомогти йому з'ясувати як відкрити могилу. Тут Деймон стикається віч-на-віч з кимось, хто настроєний відплатити йому за минулі помилки. Стефан відкривається Греммс, щоб допомогти Бонні подолати свої страхи і прийняти свої здібності. Досліджуючи історичні папери в публічній бібліотеці, Джеремі зустрічає милу і розумну дівчину на ім'я Анна, у якої є власні теорії про історію Містик Фолс. Коли Деймон вернувся з Джорджії, Стефан чекає його з новинами, які змінять їхній світ. |                      |                                                            |                   |                               |
| 12 | 12                   | «Нехороше місто» «Unpleasantville»                         | 28 січня 2010     | 3.7, 1.8/5                    |
| У місті з'являються нові хлопці. Поки Стефан і Деймон намагаються з'ясувати особу нового вампіра у місті, Стефан дає Елейна прикраси з вербеною, щоб захистити її родину та друзів. Метт влаштовується на роботу в Містик Гриль, де вже працює колишня футбольна зірка середньої школи Бен. Бен приходить до Бонні на допомогу щойно дізнається, що Деймон турбує її. Деймон і Стефан супроводжують Елейну на шкільних танцях на тему 1950-х років, де Аларік представляє себе Деймону. |                      |                                                            |                   |                               |
| 13 | 13                   | «Діти проклятих» «Children of the Damned»                  | 4 лютого 2010     | 3.99, 1.9/5                   |
| З'ясовується більше таємниць сім'ї Сальваторе. У флешбеках Стефан і Деймон згадують давню діяльність городян, включаючи їхнього батька Джузеппе Сальваторе, і Перл, яка призвела до жахливих наслідків і розколу в їхніх стосунках. А в сьогоденні, зустріч Бонні з Беном приймає страхітливий поворот. Елейна допомагає Стефану, коли він і Деймон мчать на пошуки зниклого щоденника, що належить предкові Елейни. Стефан з'ясовує причини, чому Аларік цікавиться щоденником та історією міста. Деймон дізнається, що старий знайомий повернувся до міста зі зрозумілими йому намірами. |                      |                                                            |                   |                               |
| 14 | 14                   | «Обдури мене разок» «Fool Me Once»                         | 11 лютого 2010    | 3.51, 1.5/4                   |
| Стефан допомагає Елейні та Бонні в небезпечній ситуації, коли Джеремі кличе Анну на побачення в ліс, не підозрюючи що вона має свої мотиви для зустрічі. Стефан, Деймон і Ко працюють із Бонні і її бабусею щоб відкрити склеп. Усі приголомшені побаченим там. |                      |                                                            |                   |                               |
| 15 | 15                   | «Кілька хороших хлопців» «A Few Good Men»                  | 25 березня 2010   | 3.33, 1.6/5                   |
| Метт і Керолайн здивовані раптовою появою матері Метта Келлі. Стефан і Елейна занепокоєні новим настроєм Деймона. Шериф Форбс просить Деймона взяти участь у благодійному аукціоні. Аларік розкриває приголомшливу таємницю свого минулого. За допомогою Дженні та Стефана, Елейна наставлена дізнатися про все, що тільки зможе, про свою біологічну матір, але правда може виявитися більше, ніж те, на що вона може розраховувати. |                      |                                                            |                   |                               |
| 16 | 16                   | «А ось і сусіди позбиралися» «There Goes The Neighborhood» | 1 квітня 2010     | 2.8, 1.3/4                    |
| Анна приводить несподіваного гостя на зустріч із Деймоном. Елейна і Стефан йдуть на безглузде подвійне побачення з Меттом і Керолайн, проте там хлопці виявляють, що мають дещо спільне. Дженна возз'єднується зі своєю старою подругою Келлі, а стосунки Джеремі і Анни розвиваються в несподіваному напрямку. |                      |                                                            |                   |                               |
| 17 | 17                   | «Впусти мене» «Let the Right One In»                       | 8 квітня 2010     | 3.48, 1.6/5                   |
| Стефана змушують прийняти лякливе рішення. Коли у Стефана та Деймона з'являється небезпечний новий ворог, Стефан раптово виявляє себе в ризикованому становищі. Деймон і Елейна намагаються переконати Аларіка працювати з ними, щоб допомогти Стефану. Метт сповнений надії, що його мама Келлі, що повернулася, готова залишитися. Після того, як машина Керолайн ламається під час шторму, дівчина робить жахливе відкриття, яке шокує всіх у місті. |                      |                                                            |                   |                               |
| 18 | 18                   | «Під контролем» «Under Control»                            | 15 квітня 2010    | 3.15, 1.6/5                   |
| У той час як Стефан з усіх сил намагається контролювати свою нову ситуацію, Елейна і Джеремі, здивовані візитом їхнього дядька, Джона Ґілберта. Аларік матиме ніякову розмову з Елейною про Ізабель. У День Засновника Стефан демонструє незвичну поведінку на вечірці, а спроба Деймона дізнатися, навіщо дядько Джон повернувся до міста, приймає неприємних обертів. Інцидент на вечірці викликає проблеми між Меттом і Тейлором ... і стосунки між Меттом і його матір'ю, Келлі ще більше погіршуються. Тим часом, спроба Елейни заспокоїти Джеремі зазнає невдачі, і він вирішує взяти справу у свої руки. |                      |                                                            |                   |                               |
| 19 | 19                   | «Міс Містік Фоллс» «Miss Mystic Falls»                     | 22 квітня 2010    | Буде оголошено                |
| Елейна й Керолайн беруть участь у конкурсі краси. На вечері на честь Дня Засновника, Олена й Керолайн змагаються за звання Міс Містик Фоллз із іншими міськими дівчатами, включаючи Тіну Фелл і Амбер Бредлі. Елейна радіє поверненню Бонні назад у місто, але у Бонні залишилися ще питання, з якими їй треба розібратися. Джон Гілберт робить спробу залякати Деймона, але його план не досяг бажаного ефекту. Деймон дізнається, що Стефан приховує небезпечний секрет, який може вплинути на кожного в місті. |                      |                                                            |                   |                               |
| 20 | 20                   | «Брати по крові» «Blood Brothers»                          | 29 квітня 2010    | Буде оголошено                |
| Елейна дізнається, що ж насправді сталося, коли Стефан і Деймон перетворилися – У той час як Стефан намагається примиритися зі своїм минулим, і він, і Деймон показують частини їхньої історії Олені, поки вона врешті-решт не дізнається правду про те, як вони стали вампірами. У Перл буде бридка сутичка з Джонатаном Гілбертом. Деймон і Аларік намагаються знайти таємничий винахід до того, як це зробить Джонатан. Дружба і флірт між Джеремі та Анною продовжує рости. |                      |                                                            |                   |                               |
| 21 | 21                   | «Ізобель» «Isobel»                                         | 6 травня 2010     | Буде оголошено                |
| Ізобель повернеться в місто і приголомшить Аларіка своїм ставленням і вимогою влаштувати їй зустріч з Оленою. Коли мати і дочка, нарешті, зустрічаються, Ізобель відмовляється відповісти на більшість питань Олени, але показує, що вона не зупиниться ні перед чим, щоб знайти таємничий винахід, який шукав Джонатан Гілберт. Небезпечні дії Ізобель призведуть до того, що Стефан, Деймон і Бонні втрутяться, щоб допомогти Олені розібратися з цією ситуацією. |                      |                                                            |                   |                               |
| 22 | 22                   | «День засновників» «Founder's Day»                         | 13 травня 2010    | Буде оголошено                |
| День Засновника нарешті настав, і всі зайняті останніми приготуваннями до свята та феєрверку. Стефан спантеличений новим ставленням Деймона до Олени, але Олена більше турбується про відновлення відносин з Джеремі. Джеремі хвилюється з приводу Анни, хоча і не впевнений, що підтримує її плани на майбутнє. У той час як Керолайн насолоджується святом як його королева, вона також намагається допомогти Метту і Тайлеру налагодити стосунки. Хоча Аларік і Деймон роблять все можливе, щоб зупинити Джонатана Гілберта, він все ж таки втілює його план в реальність, що призводить кінець Дня Засновника до хаосу, руйнування і смерті ... |                      |                                                            |                   |                               |

### Сезон 2: 2010—2011
Прем'єра 2 сезону відбулася 9 вересня 2010 року.
| Загальний номер епізоду | Номер серії в сезоні | Назва серії                                        | Дата показу в США | Рейтинг (в млн.) і демо 18-49 |
| --- | -------------------- | -------------------------------------------------- | ----------------- | ----------------------------- |
| 23 | 1                    | «Повернення» «The Return»                          | 9 вересня 2010    | TBA                           |
| Починається з тієї ж самої ночі де закінчився фінал першого сезону. Олена повертється додому потрапляючи в жахіття. Її дядько лежить спливаючі кров'ю на кухні, а брат Джеремі вирішив покінчити зі своїм життя. У лікарні Мет, Бонні і Деймон заспокоюють Шерифа Форбс у той час як вона чекає, щоб дізнатися чи переживе Керолайн автомобільну катастрофу. Деймон хоче поговорити з Оленою про поцілунок, якого насправді у них не було і перший розуміє, що Кетрін повернулася. Повернення Кетрін спонукає Стефана і Деймона до того, щоб дізнатися те, що вона хоче, чому вона повернулася, і скільки шкоди вона може завдати людям, яких вони люблять. Тим часом, все ще переживаючи через смерть батька, Тайлер здивований, коли його чарівний і таємничий дядько Мейсон Локвуд, приїжджає щоб підтримати сім'ю. Бонні зіштовхується з Кетрін на похороні мера Локвуда. Кетрін починає гру з братами Сальваторе. |                      |                                                    |                   |                               |
| 24 | 2                    | «Хоробро зустрінь новий світ» «Brave New World»    | 16 вересня 2010   | TBA                           |
| Коли Керолайн залишає лікарню, приєднуючись до друзів на карнавалі, Деймон виявляє, що вона вампір і приймає рішення її позбутися, але Олена та Стефан не дозволяють йому це зробити. Мет не розуміє що відбувається з Керолайн, але намагається знайти до неї підхід. Деймон підозрює Мейсона, дядька Тайлера, і намагається за допомогою сторонньої людини дізнатися його таємницю. Засмучена тим, що відбувається навколо неї, Бонні зриває свій гнів на Деймоні... |                      |                                                    |                   |                               |
| 25 | 3                    | «Схід бридкого місяця» «Bad Moon Rising»           | 23 вересня 2010   | TBA                           |
| Стефан зустрічається з новою небезпекою. Олена, Деймон і Аларік збираються у подорож до Університету Дьюка, де викладала Ізабель щоб через фольклор розгадати загадку родини Локвуд. Колишня студентка Ізабель, Ванесса, пропонує їм свою допомогу в дослідженні і все закінчується тим, що вона сама багато довідується. Стефан зіштовхується з небезпекою у лісі, а Тайлер робить приголомшливе відкриття про Мейсона. |                      |                                                    |                   |                               |
| 4 | 26                   | «Пам'ятна стежина» «Memory Lane»                   | 30 вересня 2010   | TBA                           |
| Стефан вживає рішучих заходів, щоб дізнатися справжню причину повернення Кетрін у Містик Фолс, і вражений тим, що вона розповідає нові таємниці про те, що насправді відбулося в 1864. Деймон пробує нову тактику, щоб розібратися з Мейсоном. Тайлер змушує Мейсона розповісти йому правду про Локвудів. Кетрін ставить свій ультиматум Стефану і Олені, не залишаючи їм вибору. |                      |                                                    |                   |                               |
| 27 | 5                    | «Вбий або помри» «Kill or Be Killed»               | 7 жовтня 2010     | TBA                           |
| Тайлер дізнається більше про прокляття родини Локвудів від Мейсона. Стефан і Деймон сперечаються про те, як впоратися з Мейсоном. Олена намагається вберегти Джеремі від залучення в таємницю Локвудів, але Джеремі намагається проводити більше часу з Тайлером. Мейсон надає шерифу деяку інформацію яка призводить до жорстокості, сповіді і розбиття серця. |                      |                                                    |                   |                               |
| 28 | 6                    | «Запасний план» «Plan B»                           | 21 жовтня 2010    | TBA                           |
| Кетрін обирає нову жертву. Не зважаючи на зусилля Олени, тримати Джеремі подалі від її справ, він пропонує Деймону і Аларіку свою допомогу в боротьбі з Кетрін. Шериф Форбс нарешті знаходить порозуміння зі своєю дочкою Керолайн. Бонні випадково дізнається щось важливе про Мейсона, про що розповідає Стефану, але Деймон теж дізнається і вирішує взяти це під свій контроль. |                      |                                                    |                   |                               |
| 29 | 7                    | «Маскарад» «Masquerade»                            | 28 жовтня 2010    | TBA                           |
| Стефан і Деймон розробляють новий план, як упоратися з Кетрін на балу-маскараді у Локвудів. Кетрін звертається до старого друга Люсі щоби піти з нею на бал. Боні, Джеремі і Аларік роблять все, що в їхніх силах, щоб допомогти Деймону і Стефану. Та Кетрін планує несподіванку, яку не в змозі передбачити ніхто. Події приймають поганий поворот, після того як Метт і Тайлер вирішують випити в компанії друзів. |                      |                                                    |                   |                               |
| 30 | 8                    | «Роза» «Rose»                                      | 4 листопада 2010  | TBA                           |
| Стефан і Деймон визволяють Олену і дізнаються разючу інформацію про людей і вампірів, і деякі події з минулого. Джеремі допомагає Бонні після того як вона провела виснажливий обряд. Керолайн у свою чергу полегшує життя Тайлеру. Також ми повертаємося у далеке минуле, у 1492 рік, на батьківщину Кетрін Пірс або Катерини Пєтрової. У цьому епізоді з'являється 500-літня вампірка на ім'я Роза. |                      |                                                    |                   |                               |
| 31 | 9                    | «Катерина» «Katherina»                             | 11 листопада 2010 | TBA                           |
| Елейна ставить себе під загрозу, намагаючись розслідувати минуле Кетрін від якого залежить її власне майбутнє. Знаючи, що Стефан ніколи не погодиться з її планом вона примушує присягнути Керолайн, що та не розголосить його. Деймон використовує нового приятеля, щоб дізнатися більше про місячний камінь. Джеремі і Бонні зустрічаються з новим учнем Лукою, який приїздить до Містик Фолс з незвичною родинною історією. |                      |                                                    |                   |                               |
| 32 | 10                   | «Жертва» «Sacrifice»                               | 2 грудня 2010     | TBA                           |
| Елейна вирішує взяти справу у свої руки і робить Розі заманливу пропозицію, взамін на її допомогу. Проте, коли хід події приймає несподіваний поворот Роза кличе на поміч Деймона, щоб здійснити план Елейни. Намагаючись допомогти Бонні повернути місячний камінь, Джеремі діє необачно, залучаючи тим самим себе в життєво-небезпечну ситуацію, що змушує Стефана піддати себе небезпеці. Бонні і Лука зближуються. Тайлер показує пивницю старої садиби Локвудів Керолайн, де вони роблять для себе жахливе відкриття. |                      |                                                    |                   |                               |
| 33 | 11                   | «Під сяйвом місяця» «By the Light of the Moon»     | 9 грудня 2010     | TBA                           |
| Повний місяць наближається, і Керолайн допомагає Тайлеру підготуватися до перетворення, запобігти якому він не має змоги. У той час як Стефан і Кетрін грають в ігри розуму один з одним, Деймон і Аларік починають щось підозрювати, коли незнайомка на ім'я Джулс з'являється у Містик Фолс в пошуках свого друга Мейсона. Елейна засмучена тим, на що пішли Джеремі і її друзі для того, щоб захистити її. Бонні і Лука працюють над заклинанням, але все ще тримають секрети один від одного. Елайджа несподівано з'являється з пропозицією, яка може змінити все. |                      |                                                    |                   |                               |
| 34 | 12                   | «Розпач» «The Descent»                             | 27 січня 2011     | TBA                           |
| Вирок, смуток і особисте зростання – Стефан має власні думки що до планів Олени на майбутнє. Тим часом Деймон намагається довідатися правду у Джулс, і просить Елейну приглянути за Розою, проте ситуація обертається несподіваною небезпекою. Керолайн і Мет намагаються бути чесними один з одним стосовно своїх почуттів; і реакція Тайлера, на великодушність Керолайн, дивує її. Деймон з усіх сил намагається приховати свої справжні почуття, коли питання життя та смерті зачіпають його сильніше ніж він очікував. |                      |                                                    |                   |                               |
| 35 | 13                   | «Таткові проблеми» «Daddy Issues»                  | 3 лютого 2011     | TBA                           |
| Вибір сторін - Джонатан Ґілберт повертається до Містик Фолс, і це прикра несподіванка для Олени, Джени і Деймона. Керолайн розповідає Стефану про її розмову з Тайлером, і Стефан робить все що від нього залежить щоб порозумітися з спантеличеним і конфліктним Тайлером. Джеремі утішає Бонні після того як вона говорить з Джонасом (запрошена зірка Ренді Гудвін). Коли Джулс бере заручника, ситуація перетворюється на жорстке протистояння. |                      |                                                    |                   |                               |
| 36 | 14                   | «Самотній вовк» «Crying Wolf»                      | 10 лютого 2011    | TBA                           |
| Таємниці і брехня – Стефан і Елейна втікають в надії провести романтичні вихідні в хатинці Ґілбертів біля озера, не уявляючи що їх переслідують. Дженна переймається тим що Аларік не до кінця відвертий з нею. Джулс пояснює важливість прокляття сонця та місяця Тайлеру, але притримує важливі дрібниці. Деймон відвідує чаювання в історичному товаристві сподіваючись поговорити з Елайджею, але Елайджа не видає ніяких таємниць. За допомогою Керолайн і Джеремі, Боні використовує оманливі заходи і отримує нову інформацію таємно від Луки. Врешті Тайлер пропонує Мету деяку пораду про стосунки. |                      |                                                    |                   |                               |
| 37 | 15                   | «Звана вечеря» «The Dinner Party»                  | 17 лютого 2011    | TBA                           |
| Стефан розповідає Елейні про темні часи в свого минулого і про несподівану особу, яка своїм впливом змінила все. Після того як правда про Луку випливає на поверхню, Джонас прояснює свої почуття що до Боні і Джеремі. Намагаючись приспати увагу Елайджи, Деймон запрошує його на вечерю з Дженою, Аларіком і Енді (спеціально запрошена зірка Доун Олівері), але інформація, здобута в останній момент, руйнує плани Деймона. |                      |                                                    |                   |                               |
| 38 | 16                   | «Гостя» «The House Guest»                          | 24 лютого 2011    | TBA                           |
| Ніч сповідань - зарозумілі ігри Кетрін змушують усіх нервувати, але Деймон, Стефан і Олена усвідомлюють що її знання історії Містік Фолс допоможуть їм вижити. Засмучена через розлад у відносинах з Меттом, Керолайн знаходить спосіб привернути до себе його увагу. Аларік робить несподіване зізнання Джені, і Кетрін розповідає Деймону про щось раніше невідоме. Стефан і Боні намагаються схилити до співпраці Джонаса і Луку, але Джонасу бракує довіри що призводить до жертв і палкого протистояння. |                      |                                                    |                   |                               |
| 39 | 17                   | «Знай свого ворога» «Know Thy Enemy»               | 7 квітня 2011     | TBA                           |
| Приховати очевидне – Олена і Аларік нападають на Джона, коли Ізабелль несподівано з’являється на порозі чим дуже засмучує Джену. Боні працює з Деймоном і Джеремі, щоб знайти закляття, яке б наділило її силою предків. Керолайн з розбитим серцем на знає, що буде робити Мет з інформацією, яку вона надала йому. Стефан і Деймон усвідомлюють, що вони мають нову таємну зброю. |                      |                                                    |                   |                               |
| 40 | 18                   | «Останній танець» «The Last Dance»                 | 14 квітня 2011    | TBA                           |
| Небезпечний танець — у розпалі приготування до шкільної "Дискотеки 60-х", Олені починають приходити лякливі повідомлення від Клауса з несподіваного джерела. Бонні намагається переконати Джеремі, що вона достатньо сильна, щоб допомогти Елейні, але стурбований Джеремі питає поради у Стефана. Керолайн умовляє Метта запросити її на танці. Чекаючи появи Клауса на дискотеці, Деймон і Аларік доглядають за порядком, але Клаус веде заплутану гру, яка змушує їх нервувати. Зрештою, Деймон придумує новий план дій, який шокує і засмучує всіх. |                      |                                                    |                   |                               |
| 41 | 19                   | «Клаус» «Klaus»                                    | 21 квітня 2011    | TBA                           |
| Відкриття – Стефан і Деймон шаленіють, коли дізнаються, що Елейна нав'язує їм нового союзника і змушує контролювати план з усунення Клауса. Суперечки як захистити Елейну призводять до зростання напруги поміж братами Сальваторе. Тим часом Стефан дуже заклопотаний намагаючись вберегти спантеличену і налякану Джену в безпеці. Флешбеки у 1491 рік показують, як Кетрін була представлена Елайджі та Клаусу, а також походження прокляття місячного каменя. Елейна дізнається нову вбивчу інформацію про справжні мотиви Клауса. |                      |                                                    |                   |                               |
| 42 | 20                   | «Останній день» «The Last Day»                     | 28 квітня 2011    | TBA                           |
| Ніколи це дуже довго – Деймон охоче йде на крайні заходи щоб запобігти плану Клауса принести в жертву Елейну і зняти прокляття. Дії Деймона призводять до того що його стосунки зі Стефаном погіршуються, напруга зростає через різність думок братів, з приводу порятунку життя Елейни і переростає в справжній конфлікт. Тайлер повертається до Містик Фолс після того як отримує тривожний телефонний дзвінок. Повний місяць наближає жертвоприношення, Стефан і Олена проводять романтичний вечір – налякані що він може бути останнім в їх житті. |                      |                                                    |                   |                               |
| 43 | 21                   | «І сходить сонце» «The Sun Also Rises»             | 5 травня 2011     | TBA                           |
| Жертвоприношення розпочалось - Як тільки настає повний місяць, Елейна намагається підготуватися до будь чого що Клаус спланував, а Тайлер удруге перевтілюється. Жахливі події закручуються виходячи з-під контролю, не зважаючи на несподіваний, хоробрий вчинок. Зрештою Деймон розповідає Стефану правду про нову жахливу обставину, з якою вони повинні зіткнутися. |                      |                                                    |                   |                               |
| 44 | 22                   | «Важке випробування після смерті» «As I Lay Dying» | 12 травня 2011    | TBA                           |
| Зв'язок між братами - Коли в Містик Фолс показують фільм «Віднесені вітром» на міському майдані, спогади Деймона про Кетрін 1864 року змішуються зі спогадами про Елейну сьогодення. Стефан платить страшну ціну в намаганні запобігти трагедії, а шериф Форбс припускається смертельної помилки, намагаючись усіх захистити. Більше, ніж одне життя під загрозою, оскільки наслідки жертвопринесення виллються в жахливий кінець. |                      |                                                    |                   |                               |

### Сезон 3: 2011—2012
3 сезон почався 15 вересня 2011 року.
| Загальний номер епізоду | Номер серії в сезоні | Назва серії                                         | Дата показу в США | Рейтинг (в млн.) і демо 18-49 |
| --- | -------------------- | --------------------------------------------------- | ----------------- | ----------------------------- |
| 45 | 1                    | «День народження» «The Birthday»                    | 15 вересня 2011   | TBA                           |
| Вранці, в день вісімнадцятиріччя Олени, Керолайн зайнята плануванням вечірки, але Олена зосереджена на пошуках підказок, які могли б допомогти їй дізнатися про місцезнаходження Стефана. Деймон також шукає Стефана, і в той же час намагається захистити Олену і не дозволити їй зробити щось, що б привернуло увагу Клауса. Тим часом Клаус і Стефан зайняті переслідуванням перевертня на ім'я Рей Саттон. Джеремі, який тепер працює з Меттом в Містик Грілло, намагається зрозуміти, чому він продовжує бачити привидів Вікі і Анни з тих пір, як Бонні за допомогою магії повернула його з мертвих. Тим часом Аларік з усіх сил намагається наглядати за Оленою і Джеремі, і намагається впоратися з горем від втрати Дженни. І, на закінчення, Керолайн і Тайлеру доводиться зіткнутися з новою і несподіваною проблемою |                      |                                                     |                   |                               |
| 46 | 2                    | «Гібрид» «The Hybrid»                               | 22 вересня 2011   | TBA                           |
| TBA |                      |                                                     |                   |                               |
| 47 | 3                    | «Кінець роману» «The End of Affair»                 | 29 вересня 2011   | TBA                           |
| TBA |                      |                                                     |                   |                               |
| 48 | 4                    | «Тривожна поведінка» «Disturbing Behavior»          | 6 жовтня 2011     | TBA                           |
| TBA |                      |                                                     |                   |                               |
| 49 | 5                    | «Розрахунок» «The Reckoning»                        | 6 жовтня 2011     | TBA                           |
| TBA |                      |                                                     |                   |                               |
| 50 | 6                    | «Smells Like Teen Spirit» «Smells Like Teen Spirit» | 6 жовтня 2011     | TBA                           |
| TBA |                      |                                                     |                   |                               |
| 51 | 7                    | «Світ привидів» «Ghost World»                       | 6 жовтня 2011     | TBA                           |
| TBA |                      |                                                     |                   |                               |
| 52 | 8                    | «Звичайні люди» «Ordinary People»                   | 6 жовтня 2011     | TBA                           |
| TBA |                      |                                                     |                   |                               |
| 53 | 9                    | «Випускний» «Homecoming»                            | 6 жовтня 2011     | TBA                           |
| TBA |                      |                                                     |                   |                               |
| 54 | 10                   | «Нова угода» «The New Deal»                         | 6 жовтня 2011     | TBA                           |
| TBA |                      |                                                     |                   |                               |
| 55 | 11                   | «Наше містечко» «Our Town»                          | 6 жовтня 2011     | TBA                           |
| TBA |                      |                                                     |                   |                               |
| 55 | 11                   | «Наше містечко» «Our Town»                          | 6 жовтня 2011     | TBA                           |
| TBA |                      |                                                     |                   |                               |
| 56 | 12                   | «Узи, що зв'язують» «The Ties That Bind»            | 6 жовтня 2011     | TBA                           |
| TBA |                      |                                                     |                   |                               |
| 57 | 13                   | «Воскрешаючи мерців» «Bringing Out The Dead»        | 6 жовтня 2011     | TBA                           |
| TBA |                      |                                                     |                   |                               |
| 58 | 14                   | «Небезпечні зв'язки» «Dangerous Liaisons»           | 6 жовтня 2011     | TBA                           |
| TBA |                      |                                                     |                   |                               |
| 59 | 15                   | «Усі Мої Діти» «All My Children»                    | 6 жовтня 2011     | TBA                           |
| TBA |                      |                                                     |                   |                               |
| 60 | 16                   | «1912» «1912»                                       | 6 жовтня 2011     | TBA                           |
| TBA |                      |                                                     |                   |                               |
| 61 | 17                   | «Break On Through» «Break On Through»               | 6 жовтня 2011     | TBA                           |
| TBA |                      |                                                     |                   |                               |
| 62 | 18                   | «Вбивство одного» «The Murder of One»               | 6 жовтня 2011     | TBA                           |
| TBA |                      |                                                     |                   |                               |
| 63 | 19                   | «Серце пітьми» «Heart of Darkness»                  | 6 жовтня 2011     | TBA                           |
| TBA |                      |                                                     |                   |                               |
| 64 | 20                   | «Do Not Go Gentle» «Do Not Go Gentle»               | 6 жовтня 2011     | TBA                           |
| TBA |                      |                                                     |                   |                               |
| 65 | 21                   | «Перед заходом сонця» «Before Sunset»               | 6 жовтня 2011     | TBA                           |
| TBA |                      |                                                     |                   |                               |
| 66 | 22                   | «Відступники» «The Departed»                        | 6 жовтня 2011     | TBA                           |
| TBA |                      |                                                     |                   |                               |

### Сезон 4: 2012—2013
4 сезон почався 11 жовтня 2012 року.
| Загальний номер епізоду | Номер серії в сезоні | Назва серії                                                           | Дата показу в США | Рейтинг (в млн.) і демо 18-49 |
| --- | -------------------- | --------------------------------------------------------------------- | ----------------- | ----------------------------- |
| 67 | 1                    | «Дедалі сильніший біль» «Growing Pains»                               | 11 жовтня 2012    | TBA                           |
| Вранці, в день вісімнадцятиріччя Олени, Керолайн зайнята плануванням вечірки, але Олена зосереджена на пошуках підказок, які могли б допомогти їй дізнатися про місцезнаходження Стефана. Деймон також шукає Стефана, і в той же час намагається захистити Олену і не дозволити їй зробити щось, що б привернуло увагу Клауса. Тим часом Клаус і Стефан зайняті переслідуванням перевертня на ім'я Рей Саттон. Джеремі, який тепер працює з Меттом в Містик Грілло, намагається зрозуміти, чому він продовжує бачити привидів Вікі і Анни з тих пір, як Бонні за допомогою магії повернула його з мертвих. Тим часом Аларік з усіх сил намагається наглядати за Оленою і Джеремі, і намагається впоратися з горем від втрати Дженни. І, на закінчення, Керолайн і Тайлеру доводиться зіткнутися з новою і несподіваною проблемою |                      |                                                                       |                   |                               |
| 68 | 2                    | «Поминки» «Memorial»                                                  | 22 вересня 2011   | TBA                           |
| TBA |                      |                                                                       |                   |                               |
| 69 | 3                    | «Люта» «The Rager»                                                    | 29 вересня 2011   | TBA                           |
| TBA |                      |                                                                       |                   |                               |
| 70 | 4                    | «П'ять» «The Five»                                                    | 6 жовтня 2011     | TBA                           |
| TBA |                      |                                                                       |                   |                               |
| 71 | 5                    | «Вбивця» «The Killer»                                                 | 6 жовтня 2011     | TBA                           |
| TBA |                      |                                                                       |                   |                               |
| 72 | 6                    | «Іноді ми всі трохи божеволіємо» «We All Go a Little Mad Sometimes»   | 6 жовтня 2011     | TBA                           |
| TBA |                      |                                                                       |                   |                               |
| 73 | 7                    | «Хіба я сторож брату моєму?» «My Brother’s Keeper»                    | 6 жовтня 2011     | TBA                           |
| TBA |                      |                                                                       |                   |                               |
| 74 | 8                    | «We’ll Always Have Bourbon Street» «We’ll Always Have Bourbon Street» | 6 жовтня 2011     | TBA                           |
| TBA |                      |                                                                       |                   |                               |
| 75 | 9                    | «O Come, All Ye Faithful» «O Come, All Ye Faithful»                   | 6 жовтня 2011     | TBA                           |
| TBA |                      |                                                                       |                   |                               |
| 76 | 10                   | «After School Special» «After School Special»                         | 6 жовтня 2011     | TBA                           |
| TBA |                      |                                                                       |                   |                               |
| 77 | 11                   | «Спіймай мене, якщо зможеш» «Catch Me If You Can»                     | 6 жовтня 2011     | TBA                           |
| TBA |                      |                                                                       |                   |                               |
| 78 | 12                   | «Вид на вбивство» «A View To A Kill»                                  | 6 жовтня 2011     | TBA                           |
| TBA |                      |                                                                       |                   |                               |
| 79 | 13                   | «Тепер я йду у дику далечінь» «Into the Wild»                         | 6 жовтня 2011     | TBA                           |
| TBA |                      |                                                                       |                   |                               |
| 80 | 14                   | «Вниз по кролячій норі» «Down The Rabbit Hole»                        | 6 жовтня 2011     | TBA                           |
| TBA |                      |                                                                       |                   |                               |
| 81 | 15                   | «Залишся зі мною» «Stand By Me»                                       | 6 жовтня 2011     | TBA                           |
| TBA |                      |                                                                       |                   |                               |
| 82 | 16                   | «Добийся успіху» «Bring It On»                                        | 6 жовтня 2011     | TBA                           |
| TBA |                      |                                                                       |                   |                               |
| 83 | 17                   | «Because the Night» «Because the Night»                               | 6 жовтня 2011     | TBA                           |
| TBA |                      |                                                                       |                   |                               |
| 84 | 18                   | «Американська Готика» «American Gothic»                               | 6 жовтня 2011     | TBA                           |
| TBA |                      |                                                                       |                   |                               |
| 85 | 19                   | «Pictures of You» «Pictures of You»                                   | 6 жовтня 2011     | TBA                           |
| TBA |                      |                                                                       |                   |                               |
| 86 | 20                   | «Древні вампіри» «The Originals»                                      | 6 жовтня 2011     | TBA                           |
| TBA |                      |                                                                       |                   |                               |
| 87 | 21                   | «She's Come Undone» «She's Come Undone»                               | 6 жовтня 2011     | TBA                           |
| TBA |                      |                                                                       |                   |                               |
| 88 | 22                   | «І мертві підуть» «The Walking Dead»                                  | 6 жовтня 2011     | TBA                           |
| TBA |                      |                                                                       |                   |                               |
| 89 | 23                   | «Випускний вечір» «Graduation»                                        | 6 жовтня 2011     | TBA                           |
| TBA |                      |                                                                       |                   |                               |

### Сезон 5: 2013—2014
4 сезон почався 11 жовтня 2012 року.
| Загальний номер епізоду | Номер серії в сезоні | Назва серії                                                             | Дата показу в США | Рейтинг (в млн.) і демо 18-49 |
| --- | -------------------- | ----------------------------------------------------------------------- | ----------------- | ----------------------------- |
| 90 | 1                    | «Я знаю, що ви зробили минулого літа» «I Know What You Did Last Summer» | 3 жовтня 2013     | TBA                           |
| Після літа , проведеного в пристрасних відносинах з Деймоном , і переконавшись , що Джеремі пристосовується до життя після повернення з мертвих , Олена схвильована переїздом в гуртожиток коледжу Уітмор зі своєю новою сусідкою по кімнаті , Керолайн . Усе ще вважаючи, що Бонні поїхала на все літо і незабаром приєднається до них , Олена і Керолайн здивовані тим , що нова студентка по імені Меган (запрошена зірка Хейлі Кійоко ) заявляє , що буде жити в одній кімнаті з ними. Кетрін несподівано з'являється у будинку Сальваторе і благає Деймона про допомогу , адже вона стала людиною і вразлива для всіх своїх ворогів. Метт і Ребекка повертаються в Містик Фоллс , провівши шалене літо в Європі , де вони зустрілися з таємничою дівчиною на ім'я Надя (запрошена зірка Ольга Фонду). Олена не може позбутися почуття , що щось не так зі Стефаном , а Сайлас влаштовує моторошне виступ на вечірці «Кінець літа» на головній площі міста. |                      |                                                                         |                   |                               |
| 91 | 2                    | «Правдива брехня» «True Lies»                                           | 10 жовтня 2013    | TBA                           |
| TBA |                      |                                                                         |                   |                               |
| 92 | 3                    | «Перворідний гріх» «Original Sin»                                       | 17 жовтня 2013    | TBA                           |
| TBA |                      |                                                                         |                   |                               |
| 93 | 4                    | «По кому подзвін» «For Whom the Bell Tolls»                             | 24 жовтня 2013    | TBA                           |
| TBA |                      |                                                                         |                   |                               |
| 94 | 5                    | «Бал монстрів» «Monster's Ball»                                         | 31 жовтня 2013    | TBA                           |
| TBA |                      |                                                                         |                   |                               |
| 95 | 6                    | «Handle with Care» «Handle with Care»                                   | 7 листопада 2013  | TBA                           |
| TBA |                      |                                                                         |                   |                               |
| 96 | 7                    | «Death and the Maiden» «Death and the Maiden»                           | 14 листопада 2013 | TBA                           |
| TBA |                      |                                                                         |                   |                               |
| 97 | 8                    | «Самогубство в коледжі» «Dead Man on Campus»                            | 21 листопада 2013 | TBA                           |
| TBA |                      |                                                                         |                   |                               |
| 98 | 9                    | «The Cell» «The Cell»                                                   | 5 грудня 2013     | TBA                           |
| TBA |                      |                                                                         |                   |                               |
| 99 | 10                   | «П'ятдесят відтінків Ґрейсона» «Fifty Shades of Grayson»                | 12 грудня 2013    | TBA                           |
| TBA |                      |                                                                         |                   |                               |
| 100 | 11                   | «500 років самотності» «500 Years of Solitude»                          | 23 січня 2014     | TBA                           |
| TBA |                      |                                                                         |                   |                               |
| 101 | 12                   | «The Devil Inside» «The Devil Inside»                                   | 30 січня 2014     | TBA                           |
| TBA |                      |                                                                         |                   |                               |
| 102 | 13                   | «Total Eclipse of the Heart» «Total Eclipse of the Heart»               | 6 лютого 2014     | TBA                           |
| TBA |                      |                                                                         |                   |                               |
| 103 | 14                   | «No Exit» «No Exit»                                                     | 27 лютого 2014    | TBA                           |
| TBA |                      |                                                                         |                   |                               |
| 104 | 15                   | «Gone Girl» «Gone Girl»                                                 | 6 березня 2014    | TBA                           |
| TBA |                      |                                                                         |                   |                               |
| 105 | 16                   | «Поки ти спав» «While You Were Sleeping»                                | 20 березня 2014   | TBA                           |
| TBA |                      |                                                                         |                   |                               |
| 106 | 17                   | «Rescue Me» «Rescue Me»                                                 | 27 березня 2014   | TBA                           |
| TBA |                      |                                                                         |                   |                               |
| 107 | 18                   | «Оселя зла» «Resident Evil»                                             | 17 квітня 2014    | TBA                           |
| TBA |                      |                                                                         |                   |                               |
| 108 | 19                   | «Лють» «Man on Fire»                                                    | 24 квітня 2014    | TBA                           |
| TBA |                      |                                                                         |                   |                               |
| 109 | 20                   | «Що приховує брехня» «What Lies Beneath»                                | 1 травня 2014     | TBA                           |
| TBA |                      |                                                                         |                   |                               |
| 110 | 21                   | «Земля Обітованна» «Promised Land»                                      | 8 травня 2014     | TBA                           |
| TBA |                      |                                                                         |                   |                               |
| 111 | 22                   | «Дім» «Home»                                                            | 15 травня 2014    | TBA                           |
| TBA |                      |                                                                         |                   |                               |